# Araniko Highway
Der Araniko Highway (Nepali अरनिको राजमार्ग: Araniko Rajmarg)  ist eine Fernstraße zwischen Kathmandu, der Hauptstadt Nepals, und der Brücke der sino-nepalesischen Freundschaft an der Grenze zur Volksrepublik China. Er gilt als eine der gefährlichsten Straßen in Nepal.

## Name
Die Straße ist nach dem nepalesischen Architekten Araniko benannt, der vor allem in China tätig war. Da dieser teilweise auch Arniko genannt wird, wird die Straße bisweilen als Arniko Rajmarg bezeichnet. Rajmarg ist das nepalesische Wort für Highway.

## Geschichte
Der Araniko Highway wurde 1964 mit Unterstützung der Volksrepublik China erbaut.
Zuvor bestand an dieser Stelle nur ein von  Yak-Lastenkarawanen genutzter schmaler Weg.
In den Tallagen wurde die Straße seither modernisiert und immer wieder verbreitert. In den höheren Lagen des Himalaya ist der Verkehrsweg nach wie vor in extrem schlechtem Zustand, nicht asphaltiert und bisweilen nicht passierbar. Die Straße ist Teil der asiatischen Fernstraße AH42.
Sowohl die anwohnende Bevölkerung als auch nepalesische Geschäftsleute kritisieren die seit 1964 unveränderten Zustände und machen eine gewisse Lethargie der nepalesischen Bürokratie verantwortlich.
Die Volksrepublik China hat sich wiederholt, zuletzt im Dezember 2012, angeboten, den Araniko Highway zu einer modernen Verkehrsverbindung auszubauen. Dies wurde von nepalesischer Seite bislang nicht aufgegriffen.
Bei einem schweren Erdbeben in Nepal 2015 wurde der Araniko Highway an mehreren Stellen zerstört; erst im August 2015 konnte er wieder freigegeben werden. An der Wiederherstellung der Straße waren maßgeblich chinesische Ingenieure beteiligt.

## Straßenverlauf
Die insgesamt 144 Kilometer lange Strecke führt als zunächst vierspurig ausgebaute Straße von Kathmandu nach Bhaktapur und von dort als zweispurige Straße bis nach Dhulikhel (rund 30 Kilometer).
Von dort gelangt der Verkehrsweg über Serpentinen hinab in das Panchkal Valley bis zu der an zwei Flüssen gelegenen Ortschaft Dolalghat, die häufig von westlichen Touristen wegen der dort angebotenen Freizeitsportarten, vor allem Rafting-Touren, aufgesucht wird.
Anschließend führt der Highway nach Barhabise im Distrikt Sindhupalchok (ca. 25 Kilometer). Der Ort ist zugleich Endstation für die meisten der aus der Hauptstadt ankommenden Busse.
Die weitere Strecke ist unbefestigt und steigt in das durch extreme Höhenunterschiede geprägte Himalaya-Gebirge auf. Sie führt an vielen Steilhängen entlang und durchquert flache, offene Bachläufe. Häufig gibt es keine Sicherung der unbefestigten Straße zum Abgrund hin. Während und nach Regenfällen kommt es immer wieder zu Erdrutschen, wobei größere Erd- und Gesteinsmassen für längere Zeit den Weg blockieren; Unfälle sind häufig.
Die Ortschaft Kodari ist die letzte Siedlung am Highway. Derzeit (Stand: Juli 2013) werden in der Nähe des Ortes mit finanzieller und technischer Hilfe der Volksrepublik China größere Hallen und ein LKW-Depot geschaffen, die dem stark zunehmenden Warenverkehr zwischen den Ländern dienen sollen. Auch die von dort bis zur chinesischen Grenze verbleibenden 6 Kilometer des Highways werden modernisiert.

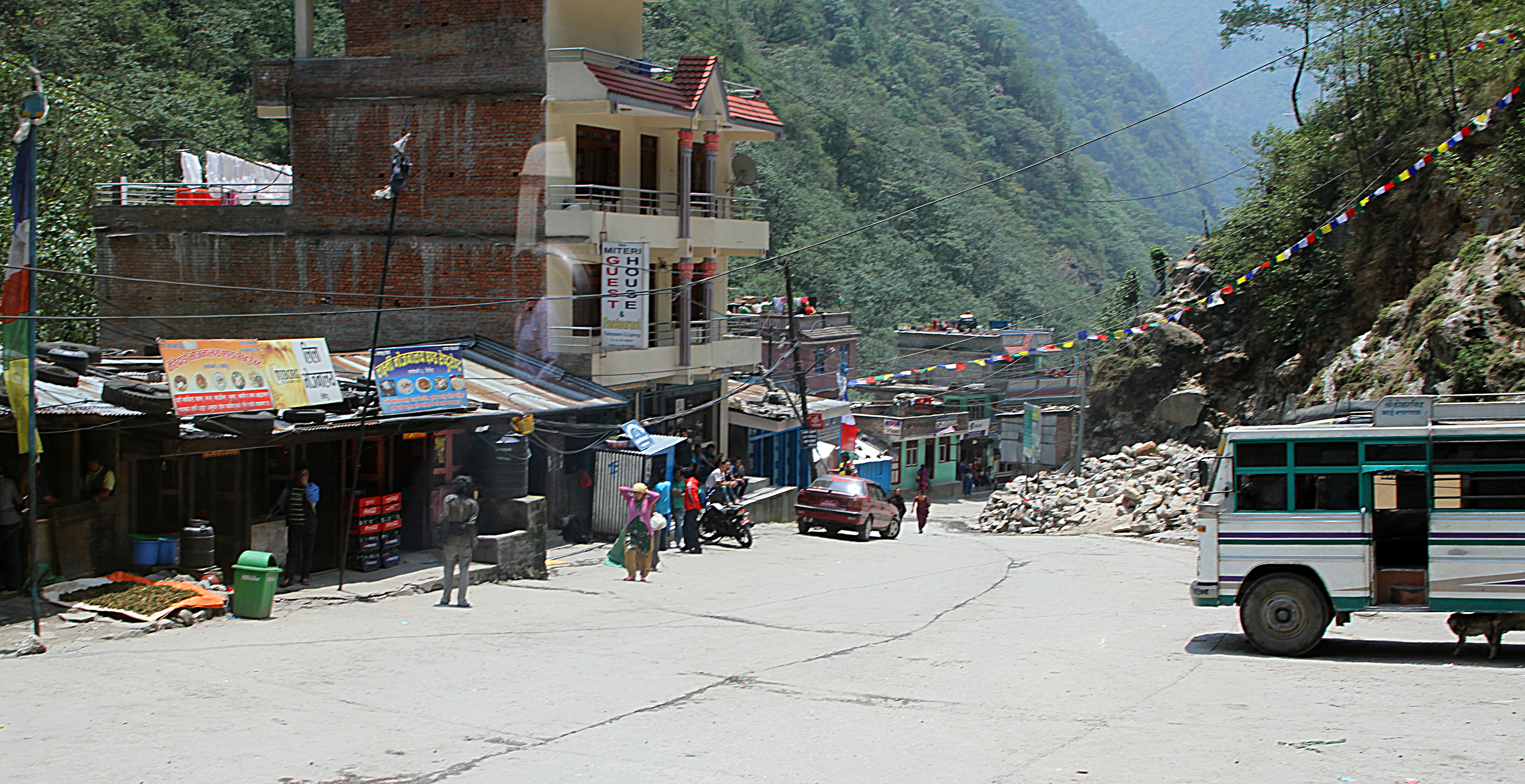
Kurz vor der sino-nepalesischen Grenze

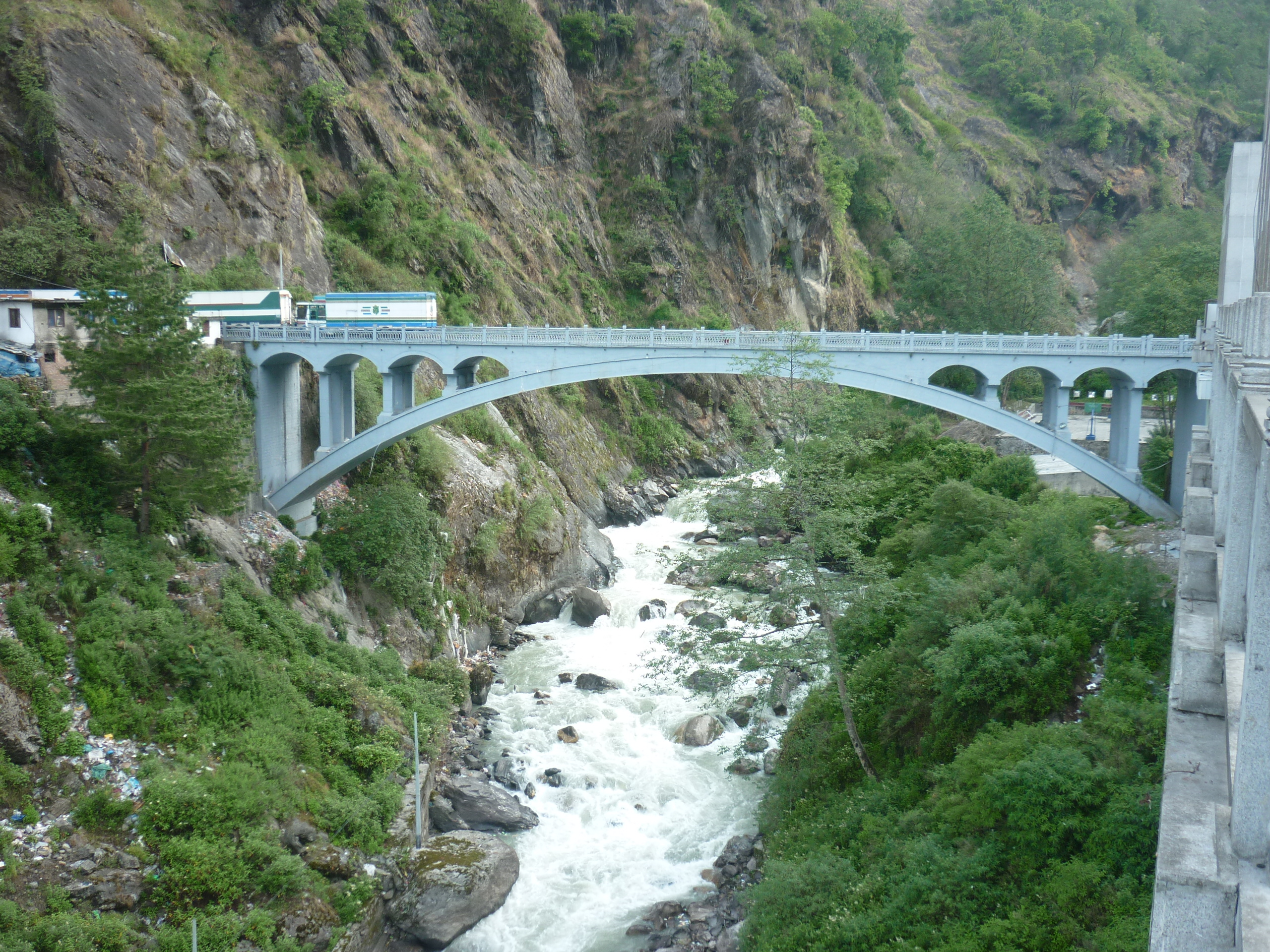
Alte Brücke der sino-nepalesischen Freundschaft, nach Erdbeben von 2015 durch Neubau ersetzt

Der Araniko Highway endet an der Brücke der sino-nepalesischen Freundschaft. Auf chinesischer Seite führt der Weg weiter über den ausgebauten Friendship Highway bis nach Lhasa, der Hauptstadt des Autonomen Gebiets Tibet, und als Nationalstraße 318 letztlich bis nach Shanghai.

## Wirtschaftliche Bedeutung
Die Warenimporte und -exporte zwischen Nepal und der Volksrepublik China wachsen seit Jahren kontinuierlich.
Dabei erfolgt der überwiegende Teil des Warenaustausches über den Araniko Highway, der einzigen, offiziellen Straßenverbindung an der rund 1400 Kilometer langen Grenze zwischen den beiden Staaten.
Ein Teil der Waren wird bis nach Indien weitertransportiert und in den nördlichen, indischen Bundesstaaten Uttar Pradesh und Bihar angeboten.
Einige Güter werden zur weiteren Verschiffung bis zum Hafen von Kalkutta gebracht, der durch chinesische Investitionen in Teilen modernisiert wurde.
2012 wurden, Schätzungen zufolge, Güter im Wert von rund 440 Millionen RMB auf dem Araniko Highway transportiert.